# Mária, Blois grófnője
Mária (1200–1241) Blois grófnője volt 1230 és 1241 között. 

## Élete
Walter, Blois grófja és Margit, Blois grófnője lányaként született.
Mivel egyedüli gyermek volt, 1230-ban, anyja halála után ő lett Blois grófnője. 1241-ben halt meg. Fia, I. János lett Blois következő grófja.

### Házassága
1226-ban házasodott össze I. Hugóval, akiből blois-i gróf lett. Öt gyermekük született:
- János, Blois grófja
- Guy, Saint Pol grófja
- Gaucher, Crécy ura
- Hugó
- Basile, a Notre Dame du Val apátja.